# Megra flava
Megra flava är en insektsart som först beskrevs av Willemse, C. 1922.  Megra flava ingår i släktet Megra och familjen Pyrgomorphidae. Inga underarter finns listade i Catalogue of Life.